# 法國的毛里塔尼亞人
法國的毛里塔尼亞人，是指在法國生活和工作的毛里塔尼亞人和他們後裔。他們屬於法國黑人中的一群體。

## 歷史
毛里塔尼亞人移民法國開始於1960年代，當時他們與其他法屬西非(塞內加爾、馬里、幾內亞)移民法國充當工人，同時帶他們家人移民法國。他們主要從事製造業，但這浪潮終止於80年代，因法國收緊移民政策。
他們多數是毛里塔尼亞極南方的塞內加爾河河谷的蘇尼基人。